# Sextus Quintilius Condianus (consul en 151)
Pour les articles homonymes, voir Sextus Quintilius Condianus.
Sextus Quintilius Condianus est un homme politique de l'Empire romain, actif au IIe siècle, mort exécuté en 183 sur l'ordre de l'empereur Commode qui s'approprie ses biens.

## Biographie et fonctions
Sextus Quintilius Condianus est membre de la gens des Quintilia. Il est originaire de la cité portuaire d'Alexandrie de Troade, au nord-ouest de l’Asie mineure, fils de Sextus Quintilius Valerius Maximus, qui a été légat de la province d'Achaïe. 
En 151, il est consul avec son frère Sextus Quintilius Valerius Maximus comme collègue.
Les deux frères ont été de 170 à 175 correctores, sénateurs chargés de mission par l'empereur romain pour redresser la gestion de cités ; ils sont cités dans une lettre de l'empereur Marc Aurèle aux Athéniens, datant des années 174-175, comme responsables de la justice d'Achaïe
Ils font construire vers 150 à Rome une luxueuse villa sur la Via Appia, la Villa des Quintili.
En 183, l'empereur Commode fait exécuter les deux frères, sous prétexte d'un complot, confisque tous leurs biens et s'approprie la villa qu'il fait agrandir.
Sextus Quintilius Condianus et son frère ont écrit un traité d'agriculture en 
grec sous le titre Géorgiques qui est perdu ; le traité est cité par Athénée dans ses Deipnosophistes, et des fragments en sont conservés dans les Géoponiques,.